# Fritz Lüdecke

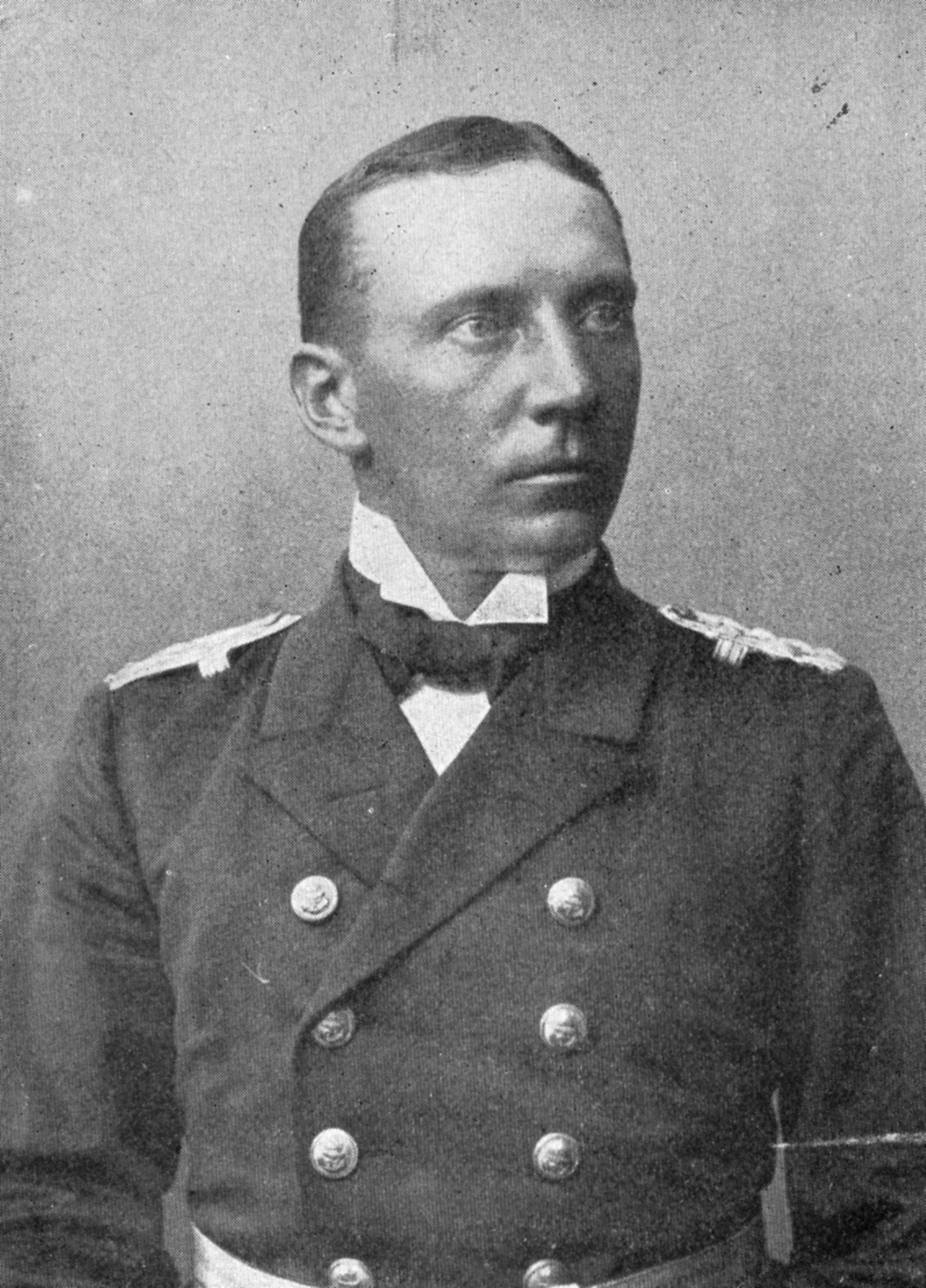
Fregattenkapitän Fritz Lüdecke 1914

Fritz Emil Lüdecke (* 5. Februar 1873 Dirschau/Westpreußen; † 22. Februar 1931 Raisdorf/Schleswig-Holstein) war ein Offizier der Kaiserlichen Marine, der im Ersten Weltkrieg als Kommandant des Kleinen Kreuzers Dresden bekannt wurde.

## Laufbahn in der Kaiserlichen Marine
Fritz Lüdecke ist Sohn des Berliner Apothekers Emil Lüdecke. Fritz trat mit siebzehn Jahren am 14. April 1890 als Kadett in die Kaiserliche Marine ein und absolvierte bis zum 25. September des Jahres seine Grundausbildung auf dem Schulschiff Niobe. Nach einem halbjährlichen Lehrgang auf der Marineschule versah er bis September 1892 Dienst auf dem Panzerschiff Friedrich Carl, anschließend ein Jahr lang auf dem Panzerschiff König Wilhelm. Am 22. Mai 1893 wurde er zum Unterleutnant befördert.
Nach einem weiteren Besuch der Marineschule 1893/94 wurde er als Kompanieoffizier zur II. Matrosendivision abgestellt und am 13. April 1896 zum Leutnant zur See befördert. Nach zwei Einsätzen als Wachoffizier auf dem Aviso Wacht reiste er im Juni 1896 mit dem Dampfer Sachsen nach Wusung, um als Wachoffizier auf dem Großen Kreuzer Prinzeß Wilhelm zu dienen. In dieser Zeit nahm er an der deutschen Besetzung von Kiautschou (November 1897) sowie dem Manila-Zwischenfall 1898 teil. Im November 1898 trat er in Tsingtau die Heimreise an.
1899/1900 war Lüdecke als Kompanieoffizier bei der Matrosenartillerie auf der Insel Helgoland. Danach folgten Verwendungen als Seekadettenoffizier auf den Schulschiffen Gneisenau und Stein, wobei er den Untergang der Gneisenau am 16. Dezember 1900 im spanischen Hafen Málaga überlebte. 1902 bis 1904 wurde er zur Marineschule abgeordnet, am 15. März 1902 erfolgte die Beförderung zum Kapitänleutnant. 1904 bis 1906 erfolgte eine Verwendung als Artillerieoffizier auf dem Linienschiff Wettin.
Von 1906 bis 1909 war er Stabsoffizier beim I. Geschwader, 1908 erfolgte die Beförderung zum Korvettenkapitän. Von 1909 bis 1912 war er der Marinestation der Nordsee zugeteilt, im Mai 1912 wurde er zum Fregattenkapitän befördert. Am 30. September 1912 erhielt er sein erstes eigenes Bordkommando auf dem Kleinen Kreuzer Dresden. Im Januar 1914 übernahm er das Kommando über den soeben erst in Dienst gestellten Kleinen Kreuzer Karlsruhe, am 27. Juli 1914 übernahm er in Port-au-Prince/Haiti wieder das Kommando über die Dresden. Anlässlich der neuen Übernahme des Kommandos charakterisiert ihn Maria Teresa Parker de Bassi wie folgt:

„Die alten DRESDEN-Fahrer kannten ihren ‚Alten‘ genau. Sie beurteilten ihn als einen ruhigen, sehr honorigen Mann. Er sprach nie sonderlich viel, entschied jedoch stets klar und präzise. Fritz Lüdecke machte einen straffen, soldatischen Eindruck, ohne im entferntesten ein ‚Kommißkopp‘ oder Paragraphenreiter zu sein. Im Umgang mit seinen Untergebenen war er konziliant. Seine Beurteilungen im ‚Führungsbuch‘ waren ausgesprochen hervorragend.“

Nach dem Ausbruch des Ersten Weltkriegs wurde die Dresden dem Kreuzergeschwader angeschlossen und nahm am Seegefecht bei Coronel teil. Am 13. Oktober 1914 war die Beförderung zum Kapitän zur See erfolgt. Im Seegefecht bei den Falklandinseln entkam die Dresden aufgrund ihrer leistungsstarken Maschinen den britischen Verfolgern. Mit Hilfe des Lotsen Albert Pagels gelang es Lüdecke, die Royal Navy gut drei Monate lang vor der chilenischen Küste in einem Katz-und-Maus-Spiel zu beschäftigen, was die britische Seite zwang, weiterhin relativ hochwertige Seestreitkräfte an der südamerikanischen Westküste zu stationieren.
Am 14. März 1915 befahl Lüdecke angesichts einer aussichtslosen Situation beim Angriff britischer Seestreitkräfte vor der Robinson-Insel die Selbstversenkung des Schiffs, wodurch seiner Besatzung das Schicksal ihrer Kameraden in der Falklandschlacht erspart blieb. Die Mannschaft einschließlich Lüdeckes wurde in Chile interniert und kehrte erst Ende 1919 an Bord des Dampfers Frisia wieder nach Deutschland zurück. Bis März 1920 war Lüdecke noch mit Leitung der Abwicklungsstelle des Kreuzergeschwaders beim Chef der Marinestation der Ostsee in Kiel betraut und wurde am 9. März mit dem Charakter eines Konteradmirals verabschiedet.
Über das weitere Leben Lüdeckes ist nichts bekannt; offensichtlich hat er sich weder politisch noch gesellschaftlich, etwa in Veteranenverbänden, betätigt. Er starb, gerade 58 Jahre alt geworden, in Raisdorf. Wie ein polnischer Autor 2013 anmerkte, „völlig vergessen“.

## Privatleben
Lüdecke war bereits vor Kriegsausbruch mit Else Lüdecke verheiratet gewesen, die 1915 ein Buch über die Dresden veröffentlichte. 1910 wurde die einzige Tochter Irmgard geboren.